# Djidji
 Djidji è una città e sottoprefettura della Costa d'Avorio appartenente al dipartimento di Lakota. Conta una popolazione di 12 375 abitanti (censimento 2014).